# Vorderschaftrepetierflinte

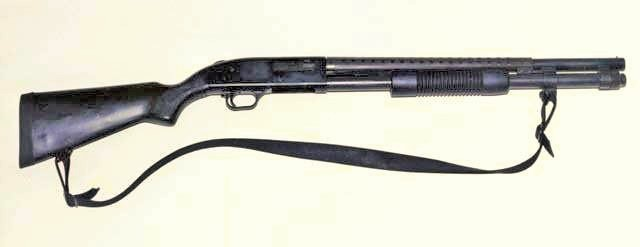
Vorderschaftrepetierflinte (Mossberg 590) mit 20-Zoll-Lauf

Die Vorderschaftrepetierflinte (englisch slide-action shotgun, pump-action shotgun oder pump gun; eingedeutscht meist Pumpgun geschrieben) gehört zu den Mehrladewaffen.

## Geschichte
1854 wurde das erste Patent zu Vorderschaftrepetierflinten an Alexander Bain erteilt. In den 1910er-Jahren waren sie mit dem Modell Winchester Modell 1897 mit den Varianten RF 1 und RF 2 als Katalogware bekannt.

## Technik
Bei der Vorderschaftrepetierflinte (Mehrladerflinte) handelt es sich um ein Gewehr mit glattem Lauf. Als Ausnahme sind auch gezogene Läufe verfügbar, die dann jedoch nicht die Zugstärke von Büchsenläufen haben. Die Munitionszufuhr erfolgt meist aus einem Röhrenmagazin unter dem Lauf. Andere Konstruktionsvarianten verwenden auch ein Trommel- oder Stangenmagazin. Das Röhrenmagazin kann auch über dem Lauf angeordnet sein (z. B. Truvelo Neostead).
Zum Laden der Waffe zieht der Schütze den Vorderschaft zurück, der Verschluss wird geöffnet, der Schlaghahn gespannt und eine eventuell vorhandene leere Hülse ausgeworfen. Anschließend wird der Vorderschaft nach vorne bewegt, um eine neue Patrone ins Patronenlager zu laden und den Verschluss zu schließen. Vorteil einer Vorderschaftrepetierwaffe ist, dass die Waffe beim Repetiervorgang in der Schussrichtung bleibt und nicht abgesetzt werden muss. Vorteil einer Repetierflinte ist bei der Verwendung mit Flintenlaufgeschossen die geringere Gefahrenreichweite gegenüber Büchsenpatronen.
Bei den meisten Vorderschaftrepetierflinten kann der Lauf entsprechend der Anwendung ausgetauscht werden. Für behördliche Zwecke werden meist Läufe mit einer Länge zwischen 14" und 20" mit Zylinderbohrung verwendet, im jagdlichen Bereich solche mit 26" oder 28" und Choke.
Flintenlaufgeschosse sollten nur aus Waffen mit Zylinderbohrung verschossen werden, da das Geschoss einen Lauf mit Choke beschädigen kann. Weiche Flintenlaufgeschosse aus Blei mit Längsrillen wie beim „Brenneke“ können aus glatten Läufen mit Choke verschossen werden.
Früher wurden für Flintenlaufgeschosse optimierte Flintenläufe benutzt, deren Zylinderbohrung an der Mündung in ein leicht verengtes Teilstück mit Zügen übergeht – so genannte Paradox-Choke, auch Paradoxlauf. Diese sind in den letzten 10 cm des Laufs gezogen und wurden etwa ab 1880 für die Jagd auf großes Wild benutzt. Das Geschoss erreicht im polierten Teil des Laufs eine höhere Anfangsgeschwindigkeit und erhielt durch die Züge am Ende des Laufs eine höhere Präzision als bei zugloser Bohrung.
Heute werden zur Umrüstung Läufe für Vorderschaftrepetierflinten mit Zügen über die ganze Länge für Flintenlaufgeschosse angeboten, aus denen auch Schrotpatronen verschossen werden können. Der weiche Kunststoffbecher, in dem Flintenlaufgeschosse heute meist gelagert sind (siehe dazu auch Flintenmunition), verhindert durch die Eigenschaften des Kunststoffes, dass die Flintenlaufgeschosse in Rotation versetzt werden. Diese sind jedoch durch die permanente und gasdichte Führung des Geschosses richtungsstabiler und weisen deshalb eine höhere Reichweite und bessere Präzision auf. Bei Schrot kann ein Kunststoffbecher zu einer Konzentration der Schrotkugeln im Randbereich (Donut-Pattern) führen.
Zur Abdeckung des bei einigen Repetierflinten offenen Verschlusskastens (Basküle) gibt es eine Staubschutzkappe, die den Verschluss vor Staub und Sand schützen und zum Laden abgezogen werden kann.

## Verwendung

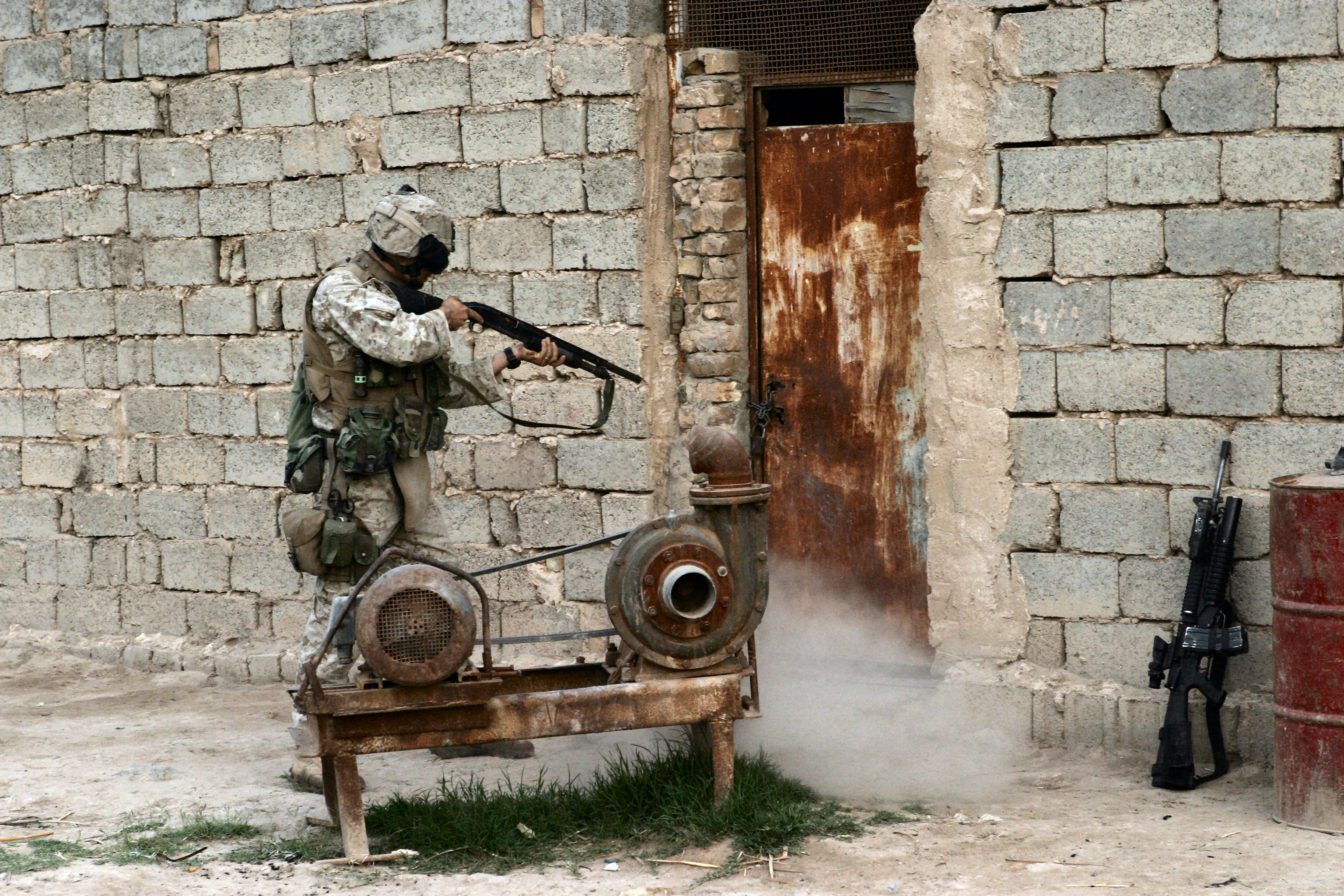
US-Marineinfanterist beim Öffnen einer Tür

Aufgrund ihrer vielfältigen Einsatzmöglichkeiten mit verschiedenen Munitionssorten und da sie robust wie zuverlässig sind, werden Vorderschaftrepetierflinten im zivilen Bereich häufig zum Sportschießen (z. B. IPSC-Flintenschießen und vereinzelt auch beim Wurfscheibenschießen), zur Selbstverteidigung und zur Jagd eingesetzt. Nicht zuletzt sind sie in der Anschaffung preisgünstiger als viele andere Langwaffen.
Bei Polizeibehörden in den USA und anderen Staaten gehört eine Repetierflinte zur Standardbewaffnung in Streifenwagen. Mit Repetierflinten bewaffnete Sondereinsatzkräfte können auch Munitionstypen mit nicht-letaler Wirkung nutzen, um das Gefährdungspotential zu verringern. Nicht-tödliche Munition wie Gummigeschosse und Gummischrot können gegen Einzelpersonen zur Unruhenbekämpfung eingesetzt werden, sind jedoch bei unsachgemäßer Anwendung potentiell tödlich.
Die Ranger des Canadian Wildlife Service und des United States Forest Service verwenden Repetierflinten im Kaliber 12/76 als Selbstschutzwaffe mit Flintenlaufgeschossen Hohlspitz Kupfer gegen Bären. Die Geschosse, je nach Munitionstyp mit einem Gewicht von 28 g bis 39 g, verfügen im Vergleich zu Büchsen über eine hohe Mannstoppwirkung bei gleichzeitig geringem Gefahrenbereich bei 100 m Trefferreichweite. Auf Grund der Jagdbestimmungen in den USA gibt es dort auch für Schwarzbären zugelassene 00- und 000-Munition als Postenschrot, letztere mit 9-mm-Schrotkugeln.
Im militärischen Bereich finden Vorderschaftrepetierflinten wie bei der Polizei u. a. zum Öffnen verbarrikadierter Türen oder anderer Barrikaden Anwendung. Der Einsatz von Geschossen aus Blei, die wie Dum-Dum-Geschosse wirken, ist für Soldaten jedoch nach der Haager Landkriegsordnung verboten. Alternativ gibt es andere Geschosse, die sich nicht verformen. Im Weiteren können mit dieser Waffe Leucht- und Signalpatronen verschossen werden sowie Blitz-Knallpatronen als Irritationsmittel bei einem Zugriff. In der deutschen Bundeswehr werden Repetierflinten des italienischen Herstellers SDASS, die von Heckler & Koch überarbeitet wurden, bei Feldjägern, Marineschutzkräften und dem Kommando Spezialkräfte eingesetzt. Sie dürfen nach Rechtsgutachten nur gegen materielle Ziele eingesetzt werden, da keine Stahlgeschosse ausgegeben werden und nach vormaliger Übereinkunft das Kaliber die vereinbarte Grenze überschreitet.

## Recht

### Deutschland
Für den Besitz einer Vorderschaftrepetierflinte in Deutschland ist eine Waffenbesitzkarte erforderlich. Die Flinte muss eine Gesamtlänge von mindestens 95 cm und eine Lauflänge von mindestens 45 cm haben, um kein verbotener Gegenstand im Sinne des Waffengesetzes zu sein.
Seit der Änderung des Waffengesetzes am 11. Oktober 2002 sind Vorderschaftrepetierflinten, bei denen der Hinterschaft durch einen Pistolengriff ersetzt wurde oder die Waffengesamtlänge in der kürzest möglichen Verwendungsform weniger als 95 cm (zum Beispiel durch Montage eines Klappschaftes) oder die Lauflänge weniger als 45 cm beträgt, verbotene Gegenstände im Sinne des Waffengesetzes (Quelle: Waffengesetz (WaffG) Anlage 2 (zu § 2 Abs. 2 bis 4) Waffenliste: Punkt 1.2.1.2). Das Verbot geht auf den Amoklauf von Erfurt 2002 zurück, wo der Täter eine – allerdings nicht derart modifizierte – Vorderschaftrepetierflinte mitführte, welche aber nicht zur Anwendung kam. Privatpersonen benötigen zum legalen Besitz einer solch modifizierten Waffe eine Ausnahmegenehmigung des Bundeskriminalamts. Diese wurde jedoch bislang nicht erteilt.

### Österreich
Bis zum 31. Dezember 1994 war der Erwerb und Besitz ohne waffenrechtliches Dokument ab dem vollendeten 18. Lebensjahr erlaubt, seit 1. Januar 1995 ist der zivile Handel mit diesen Waffen verboten. Der Besitz ist meldepflichtig auf Waffenbesitzkarte oder Waffenpass und nur mit einer Sondergenehmigung des Bundesministerium für Inneres möglich, nachdem die Waffe seit dem 1. Januar 1995 unter Kat. A (Kriegsmaterial und Verbotene Waffen) eingestuft wurde. Besitzer einer solchen Waffe mussten ab diesem Tag innerhalb von 6 Monaten den Erwerb von Waffenbesitzkarte oder Waffenpass nachweisen oder bei Fehlen des waffenrechtlichen Dokuments die Waffe bei der zuständigen Behörde abgeben. Tatsächlich wurden zwar deutlich mehr WBK als in vorangegangenen Jahren ausgestellt, es wurden aber nur vereinzelt Waffen bei den Behörden abgegeben. Daraus folgend werden bis zu 60.000 nicht registrierte Vorderschaftrepetierflinten in Privatbesitz vermutet.

### Schweiz
Für den Erwerb beim Händler und im Privaten gilt das Bundesgesetz über Waffen vom 20. Juni 1997 (Stand am 23. Januar 2023), Art. 8: Wer eine Waffe oder einen wesentlichen Waffenbestandteil erwerben will, benötigt einen Waffenerwerbsschein. Für eine geerbte Waffe muss innert sechs Monaten ein Waffenerwerbsschein beantragt werden. Eine weitergehende Regelung, explizit in Bezug auf Vorderschaftrepetierer, existiert nicht.